# Cheilosia ruralis
Cheilosia ruralis är en tvåvingeart som först beskrevs av Johann Wilhelm Meigen 1822.  Cheilosia ruralis ingår i släktet örtblomflugor, och familjen blomflugor.
Artens utbredningsområde är Tyskland. Inga underarter finns listade i Catalogue of Life.